# Aptostichus simus
Aptostichus simus és una espècie d'aranyes migalomorfes de la família de les Euctenizidae.
Es troba als Estats Units a Califòrnia, als comtats de Santa Cruz, de Monterey, de San Luis Obispo, de Santa Barbara, de Ventura, de Los Angeles, d'Orange i de San Diego i a Mèxic en la Baixa Califòrnia, a El Descanso.

## Publicació original
- Chamberlin, 1917: New spiders of the family Aviculariidae. Bulletin of the Museum of Comparative Zoology, Harvard, vol.61, p.25-75 (text integral).